# Каркарали (національний парк)
Каркарали (національний парк) (каз. Қарқаралы мемлекеттік ұлттық табиғи паркі, Qarqaraly memlekettık ūlttyq tabiği parkı) — заповідник і національний парк у Карагандинській області Казахстану. Парк розташований на 90 323 гектарах і розташований у Каркаралинському хребті Каркаралінського району.

## Історія та адміністрування

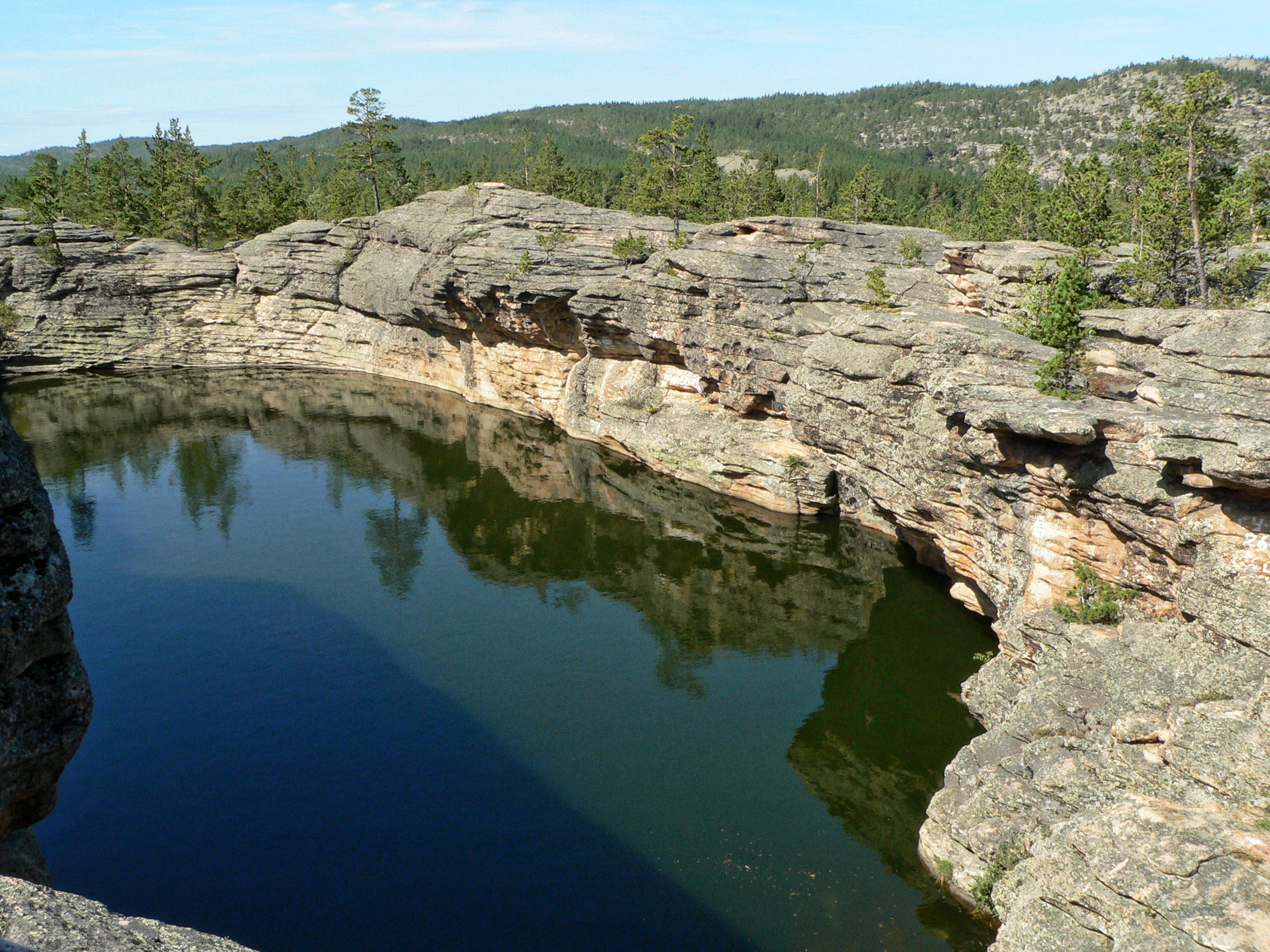
Озеро Басен

Територія вперше стала заповідною в 1884 році як Каркаралинський лісовий заповідник. У 1889 році почалося будівництво кордонів багатьох парків: Бедаїк, Коктубе, Аюшат, Тулькебай, Тонкурус тощо. У 1913 році була побудована дерев'яна будка, призначена для будинку лісничого. З того часу будиночок став популярним завдяки своєму шарму та розташуванню в парку.
До більшовицької революції всі колишні лісові будинки були віддані армійським військам, каркаралинським козакам і місцевим жителям. Кентська і Каркаралинська лісові будинки входили до складу Каркаралінської лісової скарбниці і були державною власністю. Після Жовтневої революції вся лісова площа увійшла до державного лісового фонду.
Після кількох адміністративних змін у 1947 році було організовано Каркаралинське лісництво. На початку 1990-х років почалися роботи зі створення національного парку. 1 грудня 1998 року національний уряд Казахстану прийняв постанову про перетворення території на Каркаралинський національний парк. Головною метою національного парку є охорона та відновлення природної території в межах парку.

Адміністрація парку поділяється на чотири відділи:
Адміністративний відділ
Відділ охорони та природокористування
Відділ науки, екологічної освіти та туризму
Департамент фінансів
У парку працює 120 співробітників. Із них 104 державні лісові інспектори.

## Географія

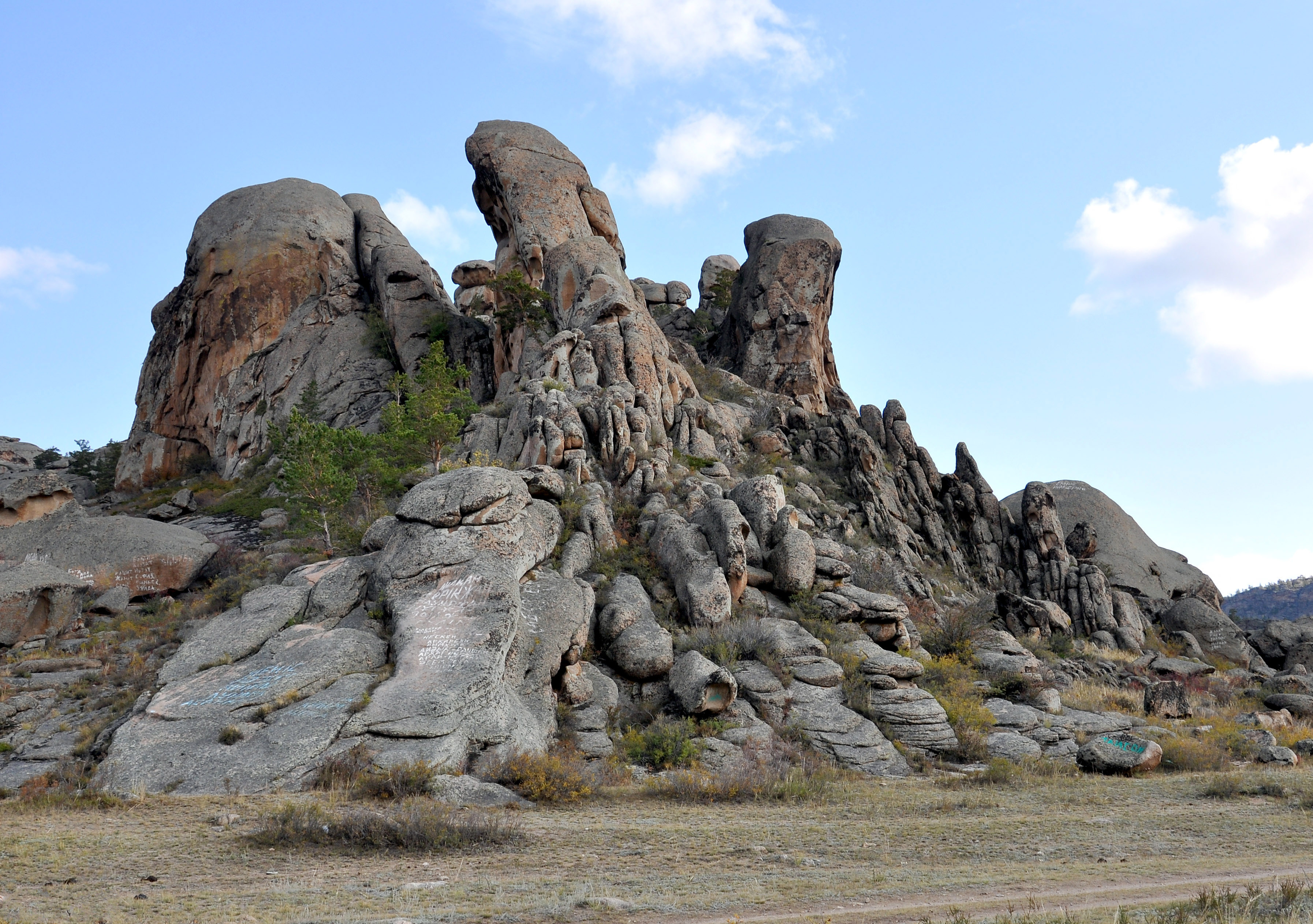

Загальна площа Каркаралинського національного парку становить 90 323 га, з яких 40 341 га вкриті лісом. Парк розділений на три частини: гірську частину, частину хребту Каркарали та частину хребту Кент. Гірська ділянка має площу 25 576 га, Каркаралинська ділянка — 23 846 га, Кентська ділянка — 40 901 га.Площа парку становить 22 243 га, де заборонено будь-яку господарську діяльність.
- Парк має 89 877 га, де дозволена будь-яка господарська діяльність під суворим контролем.

Поруч із парком розташовані ще дві заповідні території:
Національний заповідник Бектауата — 500 га
Національний заповідник Бельдотак — 44 660 га
В епоху палеозою (250—300 мільйонів років тому) ця територія Казахстану була внутрішнім морем. Вода відступила 1,2-2 мільйони років тому, коли стародавній палеозойський щит розколовся гранітом. Область піднялася і створила гори Кент і Каркарали. Скелі та піки були тут з тих пір, і протягом багатьох тисячоліть неприборканий степовий вітер і опади виліплювали скелі в унікальні форми.
Люди жили в районі Каркарали з давніх часів. Найдавніші археологічні знахідки, пов'язані з давніми людьми, відносяться до палеоліту (або кам'яної доюи). Частіше досліджуються археологічні пам'ятки бронзової доби. У межах парку розташовано понад 30 археологічних пам'яток (кам'яної, бронзової та залізної доби) курганів і поселень. Деякі з них є найкращими відкритими пам'ятками цих періодів у Казахстані.

## Пам'ятки

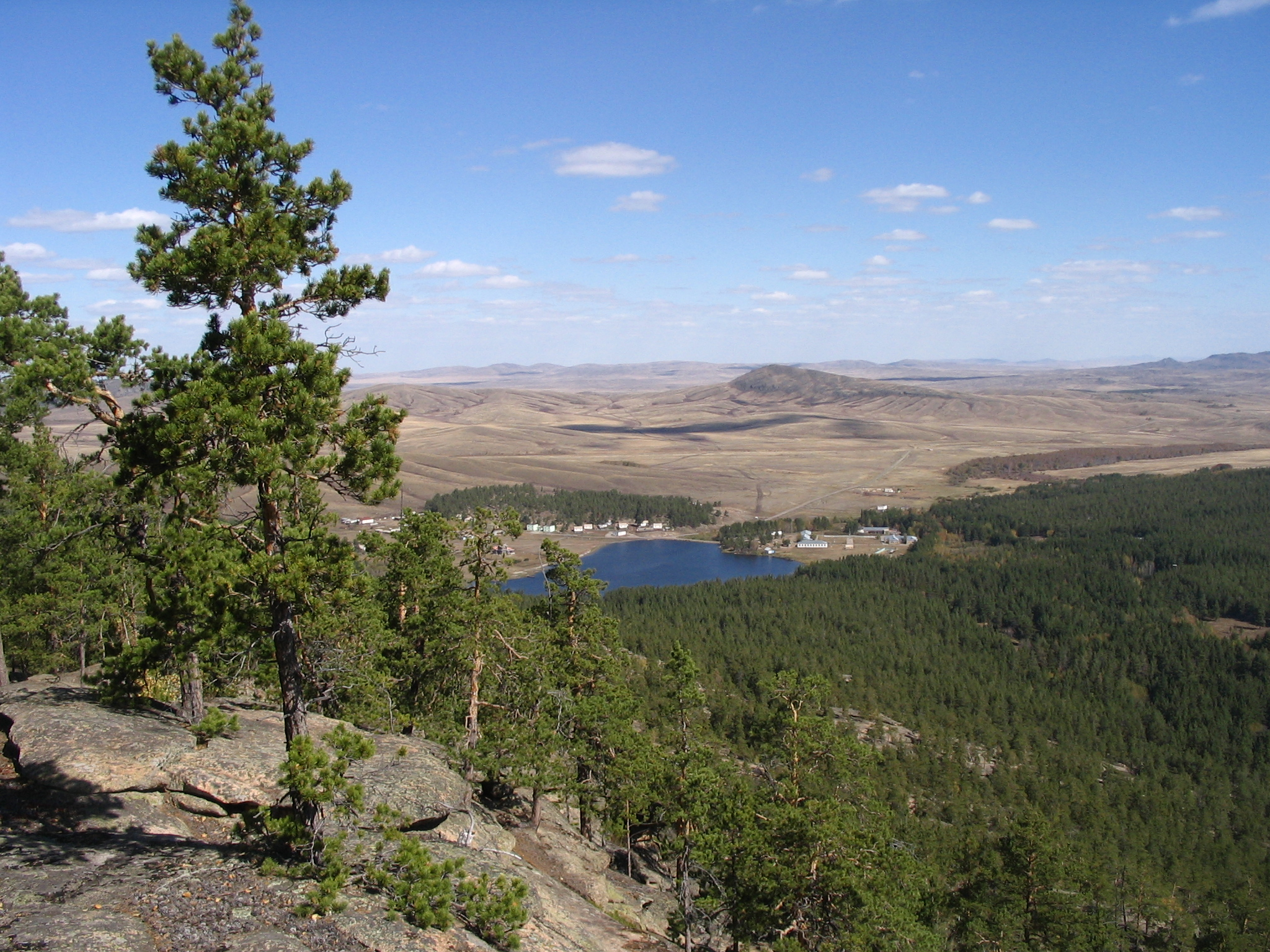

### Музей природи
Національний парк Каркарали побудував музей природи в 1983 році. Двоповерхова дерев'яна будівля складається з виставкових залів флори і фауни Каркаралинського національного природного парку. В одному із залів музею розміщена 3D-карта національного парку. Будівля відома своїм красивим дерев'яним інтер'єром. Поруч із музеєм природи розташований великий заповідник дикої природи, де живуть бізони, благородні олені, лані, яки, кабани та архари.

### Озеро Басен
Озеро Басін розташоване на висоті 1200 метрів над рівнем моря і за 4,5 км (2,8 милі) на північний захід від міста Каркарали. До озера ви доїдете екостежкою «Камінна казка». У дослівному перекладі озеро називається Озерна улоговина через геологічні утворення, що оточують озеро. Озеро невелике — всього 0,14 га. До озера можна дістатися лише пішки, і в обидві сторони зазвичай потрібно 4 години. Ця стежка пролягає через соснові ліси, унікальні скельні утворення та мальовничі краєвиди з озера.

### Озеро Шайтанколь
Озеро Шайтанколь є одним з найпопулярніших місць у парку. Озеро має свою назву, що перекладається як «Озеро диявола», нібито через велику кількість мисливців, які заблукали в цьому районі, що викликало чутки про те, що тут діє диявол. Озеро розташоване на висоті 1200 м над рівнем моря і лежить за 5 км (3,1 миля) на захід від міста Каркарали. До озера можна дістатися екостежкою «Легенда озера Шайтанкок». До озера можна дістатися пішки, як правило, дорога в обидва кінці займає 5 годин. Озеро має овальну форму і оточене скелями заввишки до 10 метрів. Глибина озера невідома. Рівень води не знижується протягом року, тому що вона живиться підземними водами та опадами.

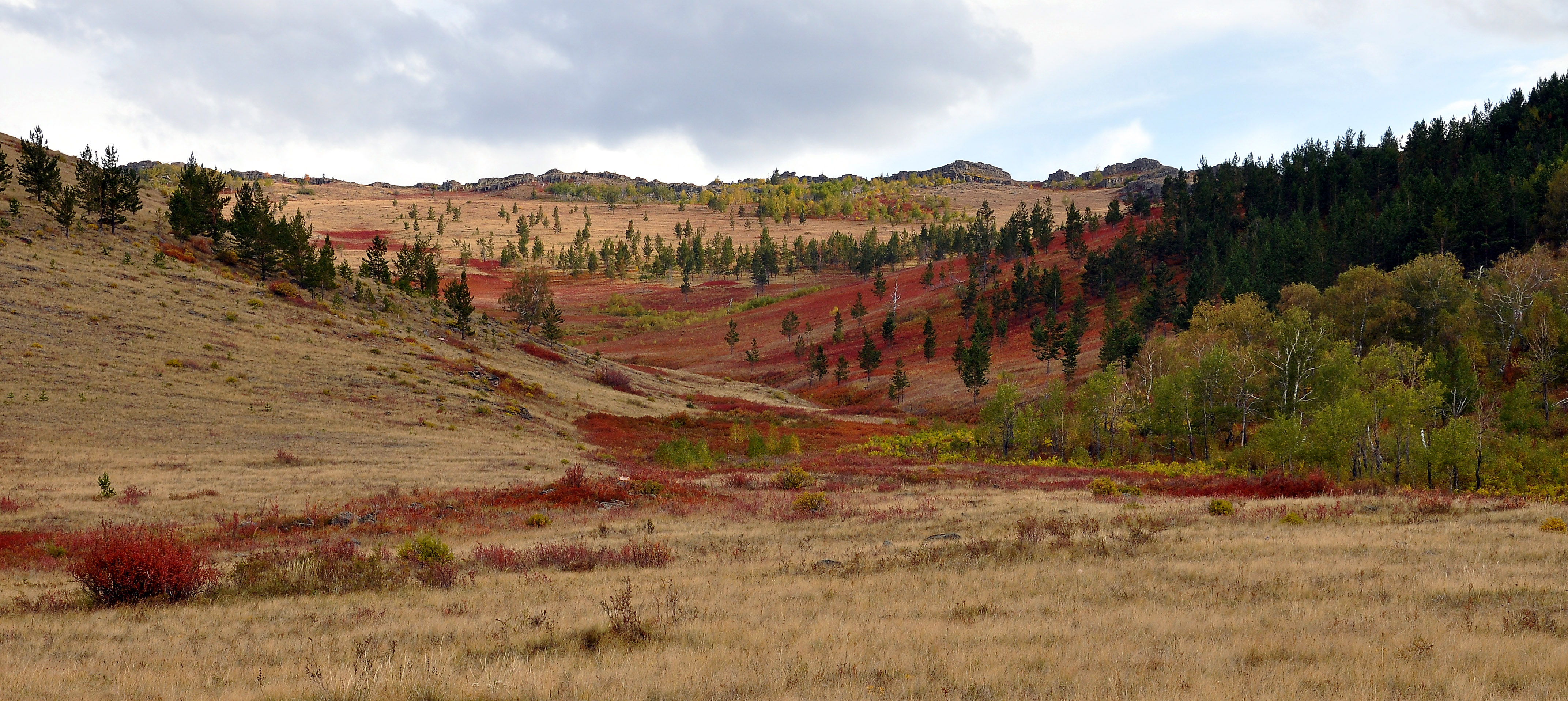
Гори Кент

#### Легенда про озеро Шайтанколь
Місцева легенда про озеро Шайтанколь розповідає про трагічну історію кохання. Згідно з легендою, давно жила красива молода дівчина на ім'я Сулушаш, яка була дочкою багатого землевласника на ім'я Тлеуберді. Сулушаш закохалася в бідного пастуха на ім'я Алтай, але Тлейберди не схвалював їхніх стосунків і забороняв їм бачитися. Через це закохані вирішили втекти, а разом із другом Алтая на ім'я Каусар. Троє подорожували багато днів казахським степом, поки не прибули до гір Каркарали, і знайшли притулок на озері Шайтанколь.

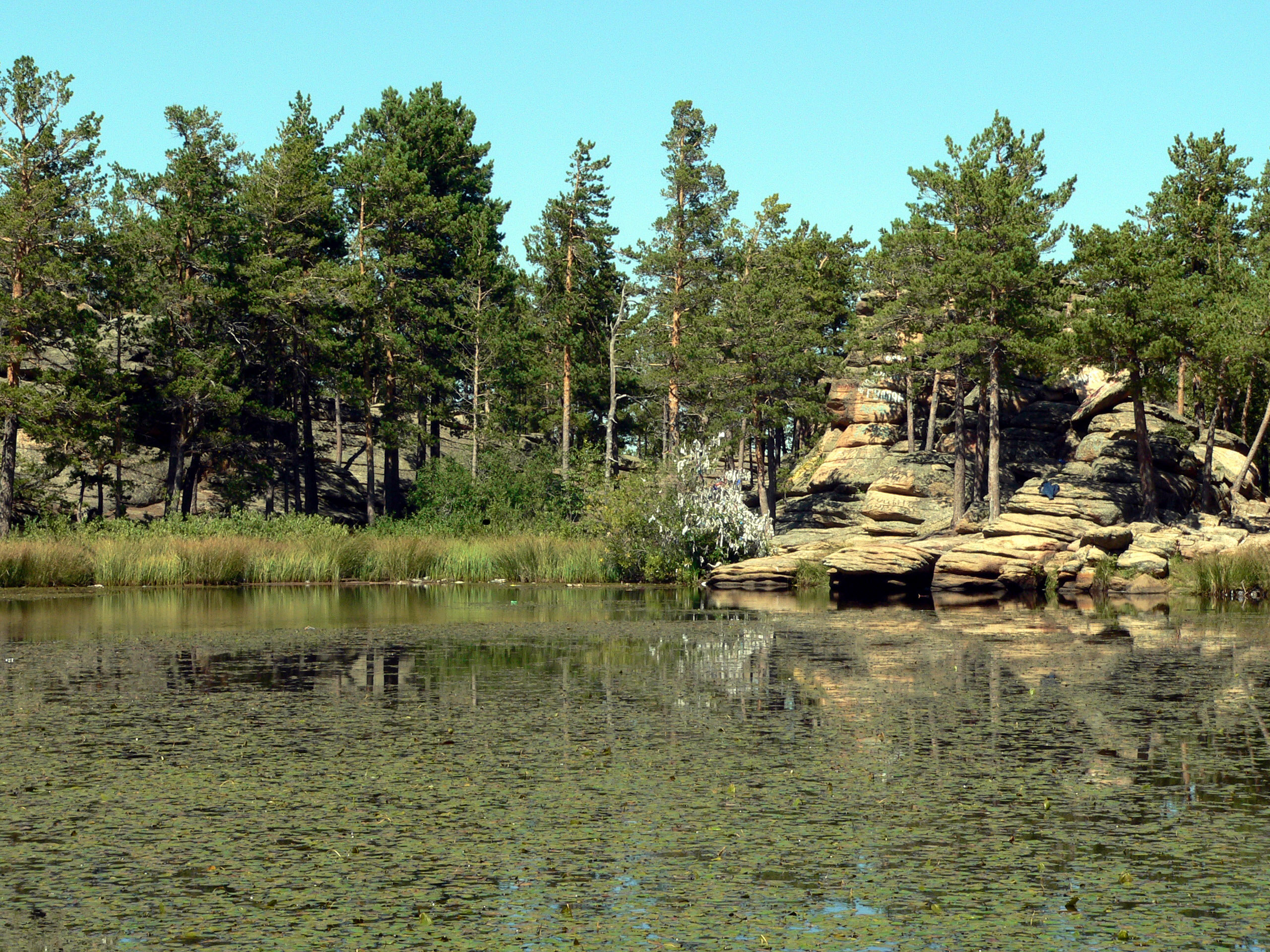
Озеро Шайтанколь

Дійшовши до цієї місцевості, Алтай і Каусар залишили дівчину на березі озера і пішли на полювання. Під час полювання на архара Каусар впав зі скелі і загинув. Тим часом Тлеуберді підпалив ліс, намагаючись вигнати їх. Потім Сулушаш сховалася в печері, але була охоплена димом, покинула печеру і подалася навтьоки. Вона натрапила прямо на тигра і, щоб врятуватися від тигра, Сулушаш кинулася в озеро і втопилася. Почувши крик Сулушаша про допомогу, Алтай побіг до берега озера, але все, що він бачив, це її капелюх у воді. Збентежений Алтай встромив йому в груди кинджал.

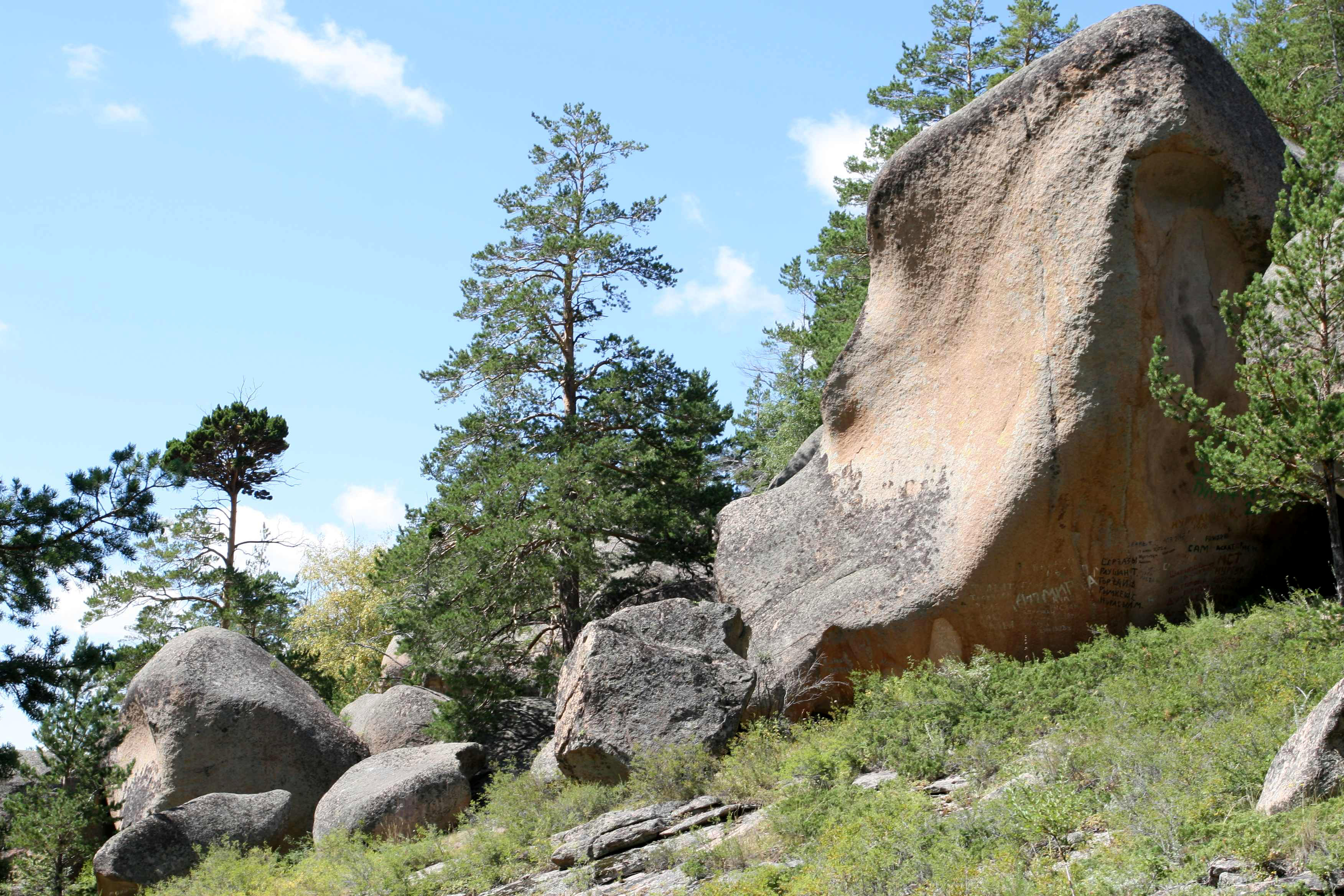

### Велике Озеро
Найвідомішою і часто відвідуваною водоймою району є Велике озеро. Це 2,5 кілометри від Каркарали. Його площа 2,5 кв/км, а максимальна глибина 4,6 метра. Вода прісна, колір жовтувато-зелений. Біля берега дно тверде з гравієм і піском, але в центрі мулисте. Озеро межує з національним парком і є популярним місцем для риболовлі та купання.

### Шактіор
Шактіор — комплекс гостьових будинків і готелів, розташований на березі озера Пашане в горах Каркарали. Він розташований за 7 км від Каркарали і 224 км від міста Караганда. Мальовничі краєвиди в поєднанні з чистим лісовим повітрям приваблюють у цю зону відпочинку багатьох туристів. Один із готелів Шактіора є гірськолижним курортом. Шактіор належить компанії Mittal Steel і історично був місцем, куди шахтарі Караганди могли приїжджати на відпочинок. Навколо Шактіора з часом утворився національний парк. Це популярне місце для відпочинку.

### Пік Жиренсакал
Пік Жиренсакал (також відомий як пік Комсомольський) — найвища точка Каркаралинського національного парку. Його висота 1403 м над рівнем моря. Вершина Жиренсакалу увінчана трьома величезними кам'яними «вежами». За часів, коли тут жили козаки, цей скелястий масив називали «Шиш Кабані», що означає «місцевість диких кабанів». У 1936 році 100 юнаків і дівчат піднялися на вершину і назвали її Пік Комсомольський. Після розпаду Радянського Союзу піку Жиренсакал було повернуто назву, хоча Комсомольський все ще використовується. Існує дві місцеві легенди про пік Жиренсакал:

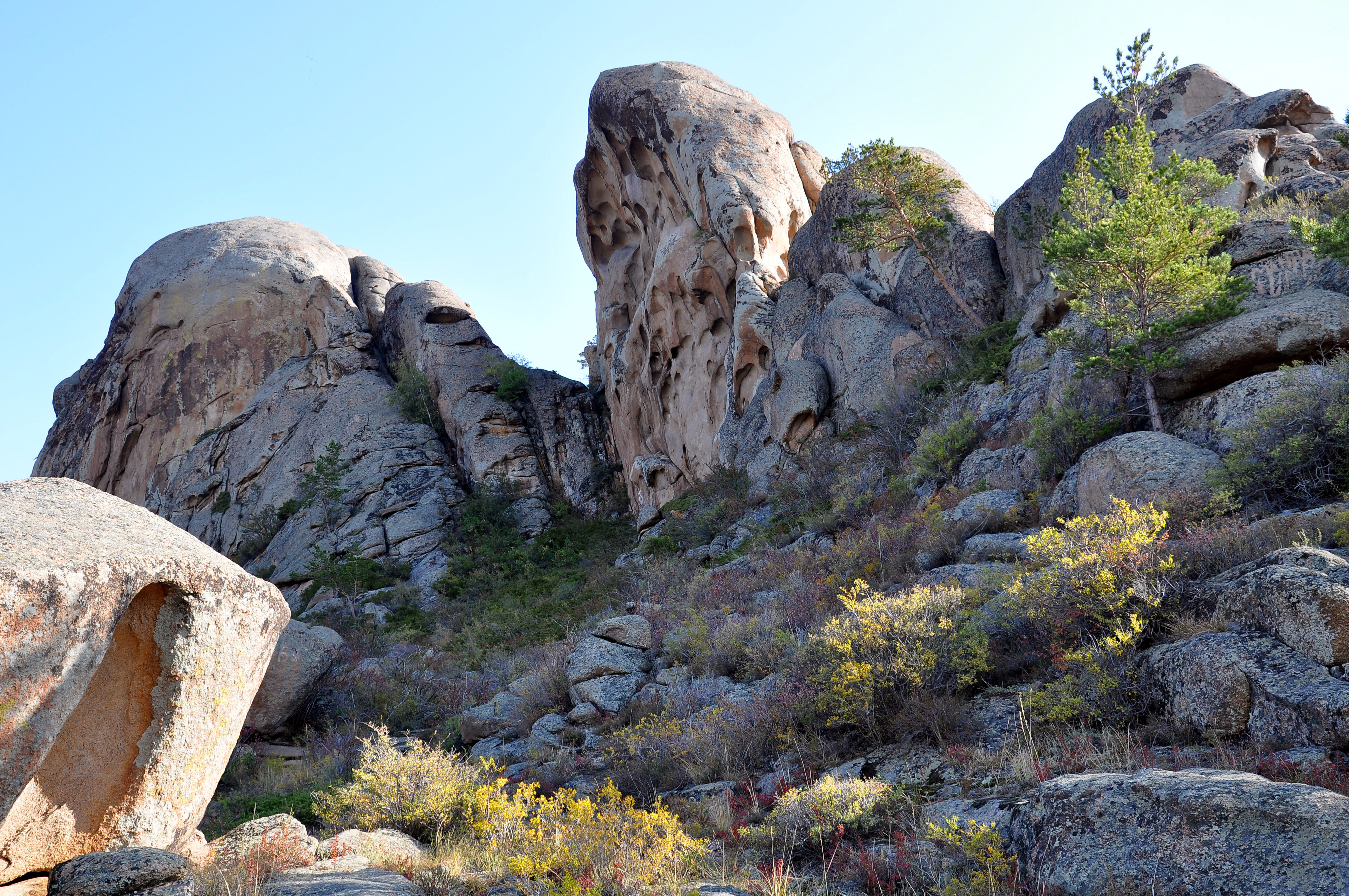

#### Володар підземних багатств
Відомо, що під вершиною живе Жиренсакал, володар підземних багатств. Час від часу перераховує і свої скарби, від чого гори гуркочуть і трясуть пухкі камені.

#### Дух у горах
Інша легенда розповідає про сім'ю, яка подорожує в гори:

 На вершині Жиренсакал є печера, у якій лежить кам'яний стіл і кам'яний стілець. У давні часи в цій печері жив чарівник на ім'я Бабай Шашти Азіз. Чарівник мав чудодійну силу здійснювати будь-яке бажання відвідувачів. Давним-давно в юрті біля підніжжя величної вершини жила сім'я. Стара вирішила першою спробувати щастя з чарівником. Вона попрямувала до «печери духу в горах» і терпляче чекала. Опівночі вона почула шум і побачила яскравий спалах світла. У цей момент стара побачила зморшкувате обличчя власника печери, який сидів на кам'яному стільці перед кам'яним столом. Володар гір зловісно запитав:«Чого ти хочеш, жінко?»Жінка відповіла: «Зроби мене молодою і красивою!»Тоді володар гори сказав: «Повертайся додому. Я задовольнив ваше прохання».

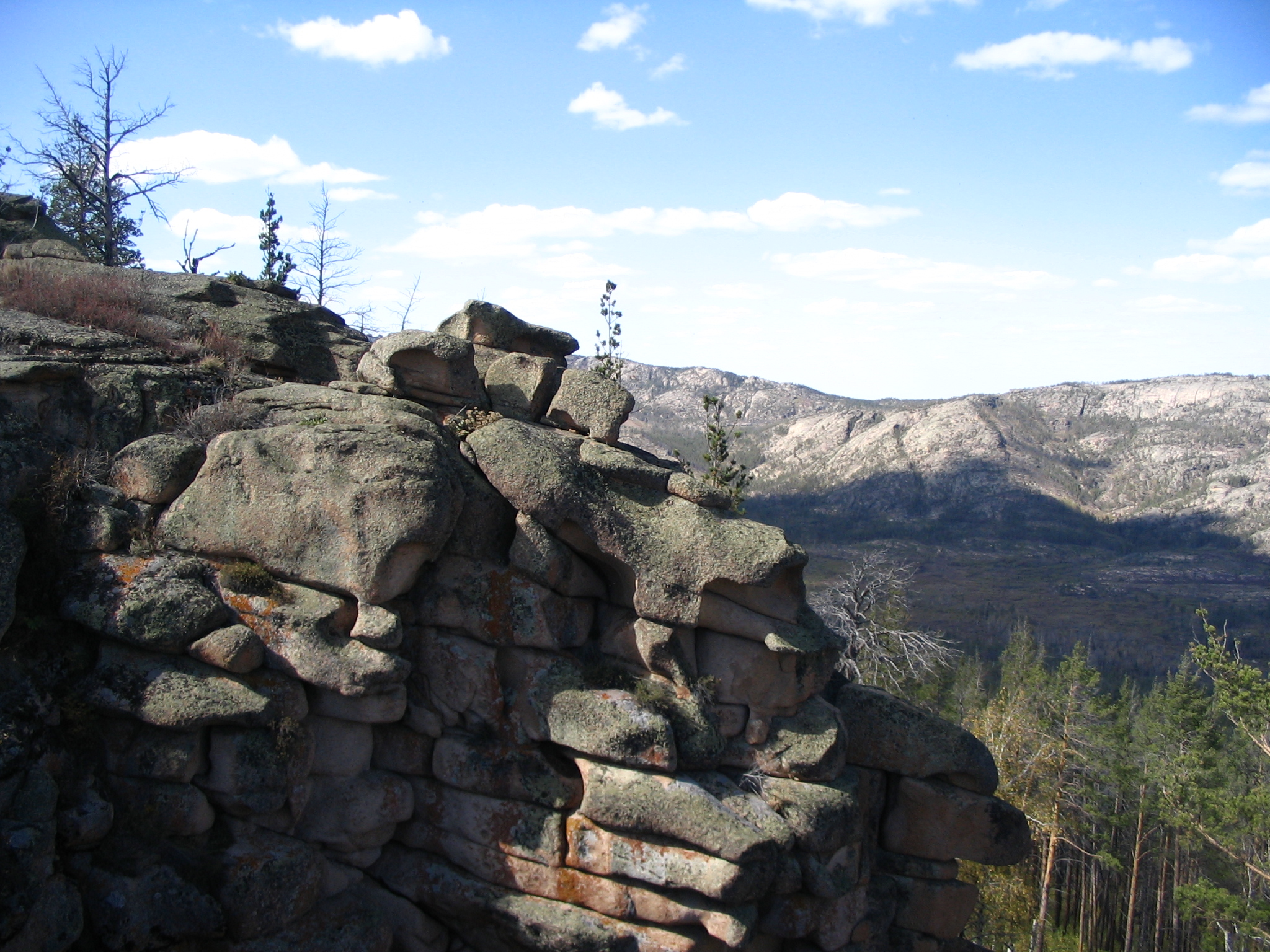

Не встигла стара зробити крок до дому, як відчула надзвичайну легкість. Перестрибуючи з каменя на камінь, вона кинулася з гори, де її чекав чоловік і син. Але радості від зустрічі не було. Побачивши, як її чоловік дряхлий, немічний, старий, молода дружина вирішила покинути його юрту. Засмучений цими подіями, старий теж пішов до чарівника і попросив повернути йому дружину. Його бажання також було виконано. Коли старий повернувся до своєї юрти, він зустрів свою дружину. Жінка вже не була тією молодою, примхливою, як кілька днів тому. Тепер вона була ще більш зігнутою і постарілою. Її чоловік також здавався набагато старшим, ніж раніше. Тепер син вирішив спробувати щастя. Він піднявся на вершину і попросив духа гір повернути його батьків таким, яким вони були 3 дні тому. Бажання сина здійснилося і сім'я знову зажила щасливо. Здавалося б, все було так, як треба, і про їхню подорож до печери майже забули. Але час від часу стара жінка, затуляючи рукою сонце від очей, кидала погляд на отвір печери, де жив дух, і згадувала свою другу молодість.

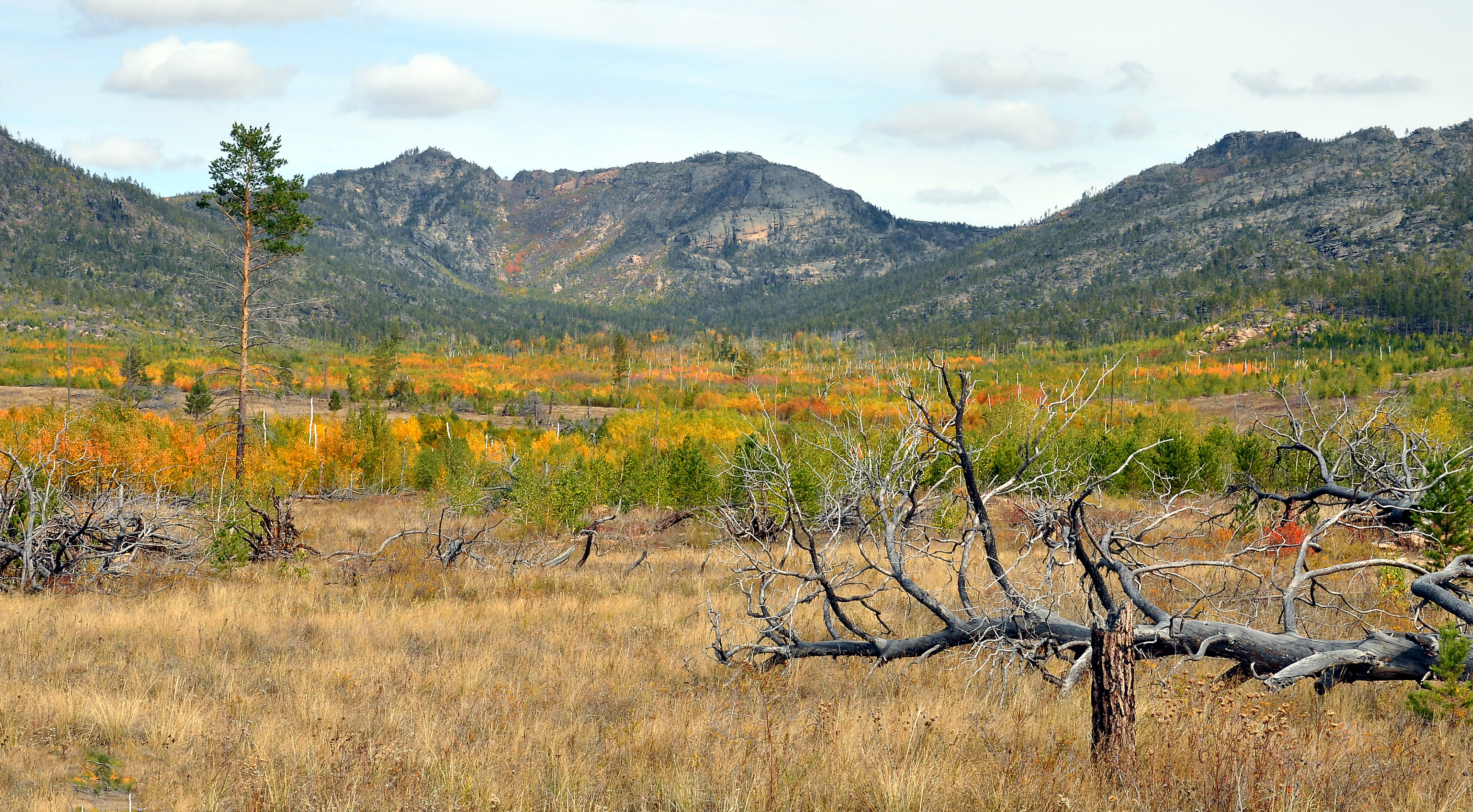
Гори Кент

### Будинок лісничого
Ця будівля є однією з найвідоміших будівель у цій місцевості. Побудований у 1910—1913 роках біля села Комісарівка. Дерев'яний будинок був побудований і оздоблений різьбярем по дереву Оомелценом Сметанкіним. Будівництво будинку лісничого старости було завершено в 1913 році. Першим власником цієї красивої і цікавої споруди був лісничий Л. С. Садовничий.

### Палац Кизил-Кенш
Кизил-Кенш розташований у горах Кент і є пам'яткою архітектури часів джунгарського вторгнення в казахський степ. Це руїни буддистського монастиря 17 століття. Він розташований у невеликій долині, майже повністю оточеній скелястими горами. Офіційна назва пам'ятки — «Палац Кизил-Кенш», що означає «червона руда» або «червоне місто». Монастир був побудований тут джунгарами в середині XVII століття. Очірту-Цецен-хан правив ними в цей час і жив у монастирі лам. За словами вчених, монастир був заселений цілих 50 років. Потім люди пішли, хоча невідомо, чи пішли вони добровільно, чи були змушені з якихось причин.
У 19 столітті в Кентських горах була проведена етнографічна експедиція з царської Росії. Вони почули легенду від місцевих жителів і пізніше підтвердили існування палацу. На той час частина комплексу ще стояла. Одна двоповерхова будівля майже не постраждала. На її внутрішніх стінах можна було побачити залишки яскраво-червоної фарби. Стелю підпирали шість дерев'яних колон, різьблених і покритих золотою фарбою. Зовні збереглися балки. Місцеві жителі боялися чіпати храм. Вважалося, що той, хто його забруднює, гине страшною смертю. На жаль, храм був зруйнований в другій половині 1900-х років. Завзяті грабіжники знехтували історичною цінністю старих будівель, зруйнували їх на колоди та каміння. Зараз мало що залишилося недоторканим. Місцеву кам'яну кладку можна знайти лише під шаром штукатурки. Сучасні реставратори почали повертати кам'яні плити на свої місця.

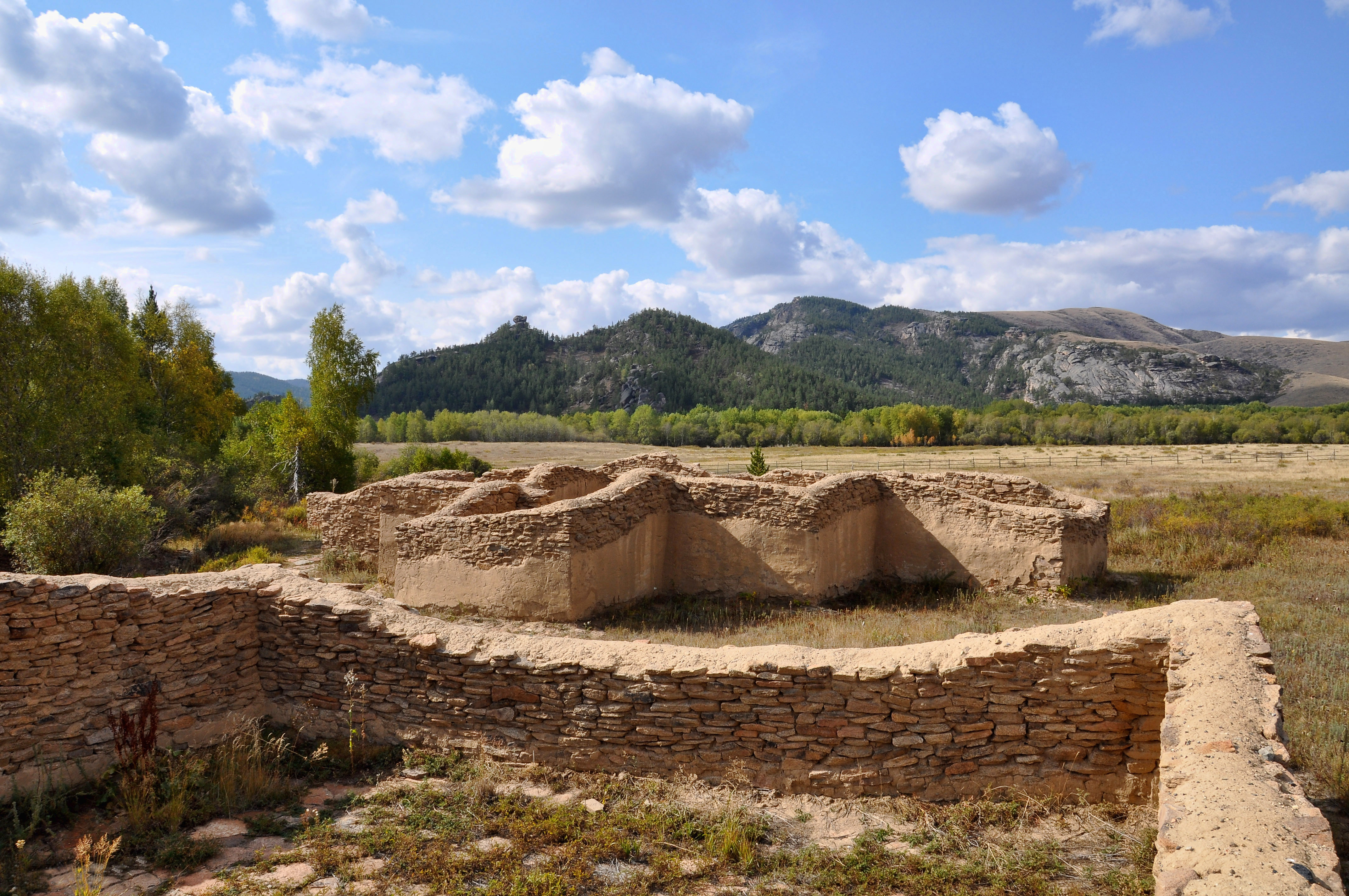
Палац Кизил-Кенш

Але це залишки прекрасною групи руїн. Головний храм збудовано у формі хреста. Тут, у центральному залі, молився Лама. Праворуч від головного храму розташований менший храм. Тут археологи знайшли свідчення шукачів скарбів. Злодії зламали кам'яну підлогу і вирили глибоку яму, оскільки буддійські скарби часто ховали в підземних сховищах. Перед головним храмом розташована мальовнича штучна водойма, яка навесні наповнюється талою водою. Вчені стверджують, що він утворився через те, що ченці витягли глину для будівництва палацу. У комплексі є ще дві будівлі: кухня, яка розташована ліворуч від храму, і будинок, який розташований трохи далі від води. Усі чотири будівлі стоять точно на своїх колишніх місцях. Цю місцевість завжди відвідували паломники, але зазвичай вони селилися у своїх юртах і залишали будівлі в спокої.

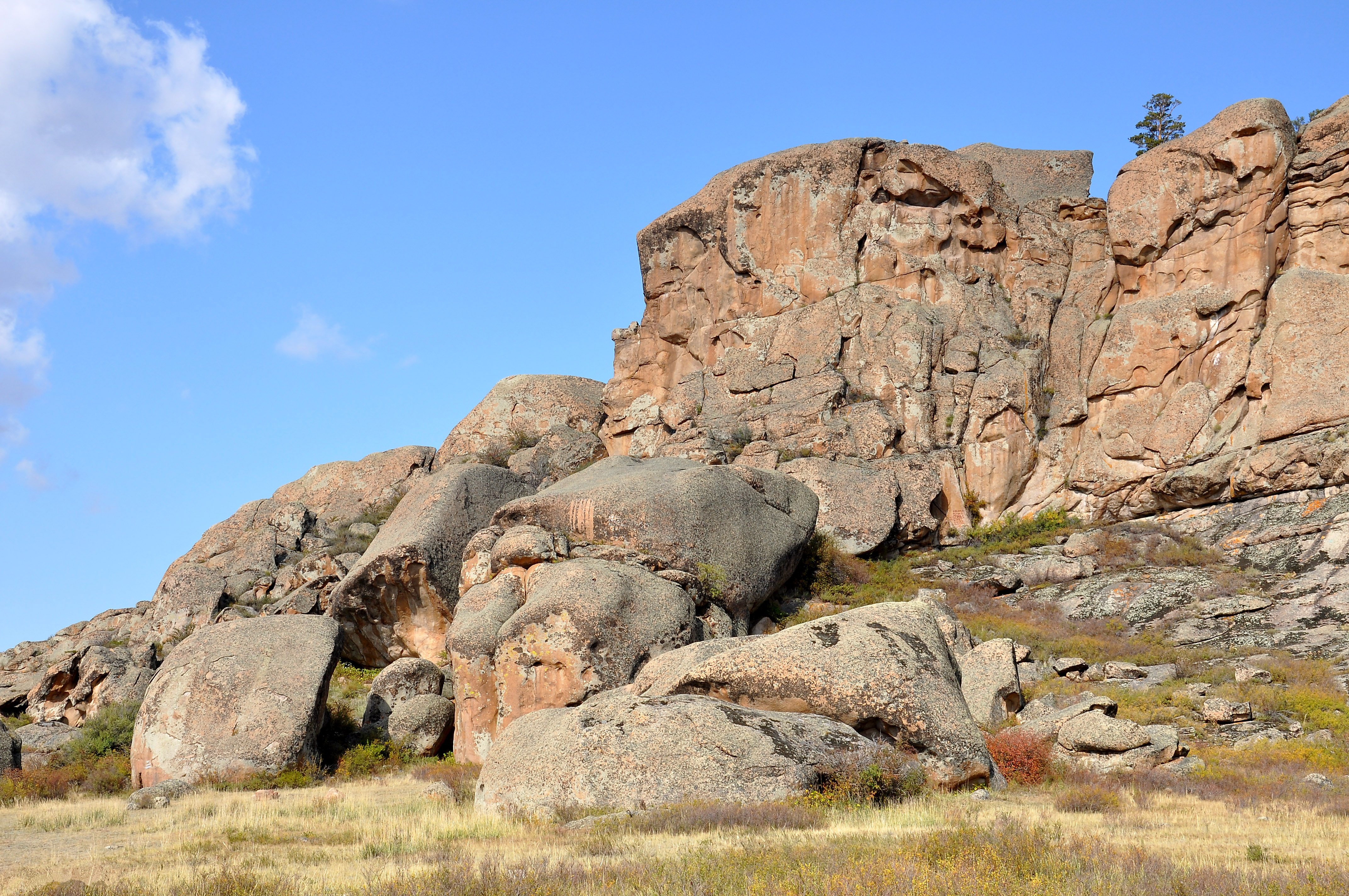

На розкопки палацу Кизил-Кенш пішла не одна експедиція. У 1825 році легендарний археолог Кет Гор дізнався про це місце, перебуваючи в Росії, і зацікавився ним. Пізніша експедиція під керівництвом генерала Броневського розкопала руїни і знайшла багато цікавих артефактів, які були передані до Музею Семипалатинська. Деякі артефакти з палацу Кизил-Кенш зберігаються в археологічному музеї Карагандинського державного університету. Деякі приклади знайдених артефактів: маньчжурська монета, мідний чоловічий перстень зі срібною вставкою, частини палацу, такі як прикраси та гаки, рушниці та свинцеві кулі, які нібито належали гвардійцям, цвяхи, намистини та дерев'яна різьба зі слідами візерунки, які були намальовані фарбою зі справжнього золота.

### Стародавнє місто Кент
Посеред Кентських гір розташована унікальна історична та культурна пам'ятка бронзової доби. Археологи назвали стародавнє поселення Кент. Це було велике місто, не менше 30 гектарів, і в ньому проживала тисяча людей. Місто поділялося на вулиці та квартали. Був квартал для металургів, у якому знайдено мідь і бронзу. Майстри виготовляли зброю, спорядження, прикраси. Швидше за все, жителі Кента були вправними металургами. Деякі керамічні вироби були виявлені, але, очевидно, були імпортними, характерними для південно-західного Сибіру та Середньої Азії.
Розкопки Кента вразили археологів великою кількістю бронзових виробів і незвичайних предметів. Наразі вважається, що вони не мали писемності. Тепер дослідники припускають, що ця територія була заселена протягом 200—300 років. Ніхто не знає, що сталося з Кентом і чому люди виїхали, хоча існує популярна теорія: наприкінці бронзової доби змінилися кліматичні умови, а щільність населення одночасно збільшила потребу в їжі. Це, як наслідок, змінює популяції диких тварин. Щоб дика природа вижила, довелося переселятися в пошуках кращих пасовищ. Мешканці Кента на початку залізної доби покинули цю територію в пошуках їжі.

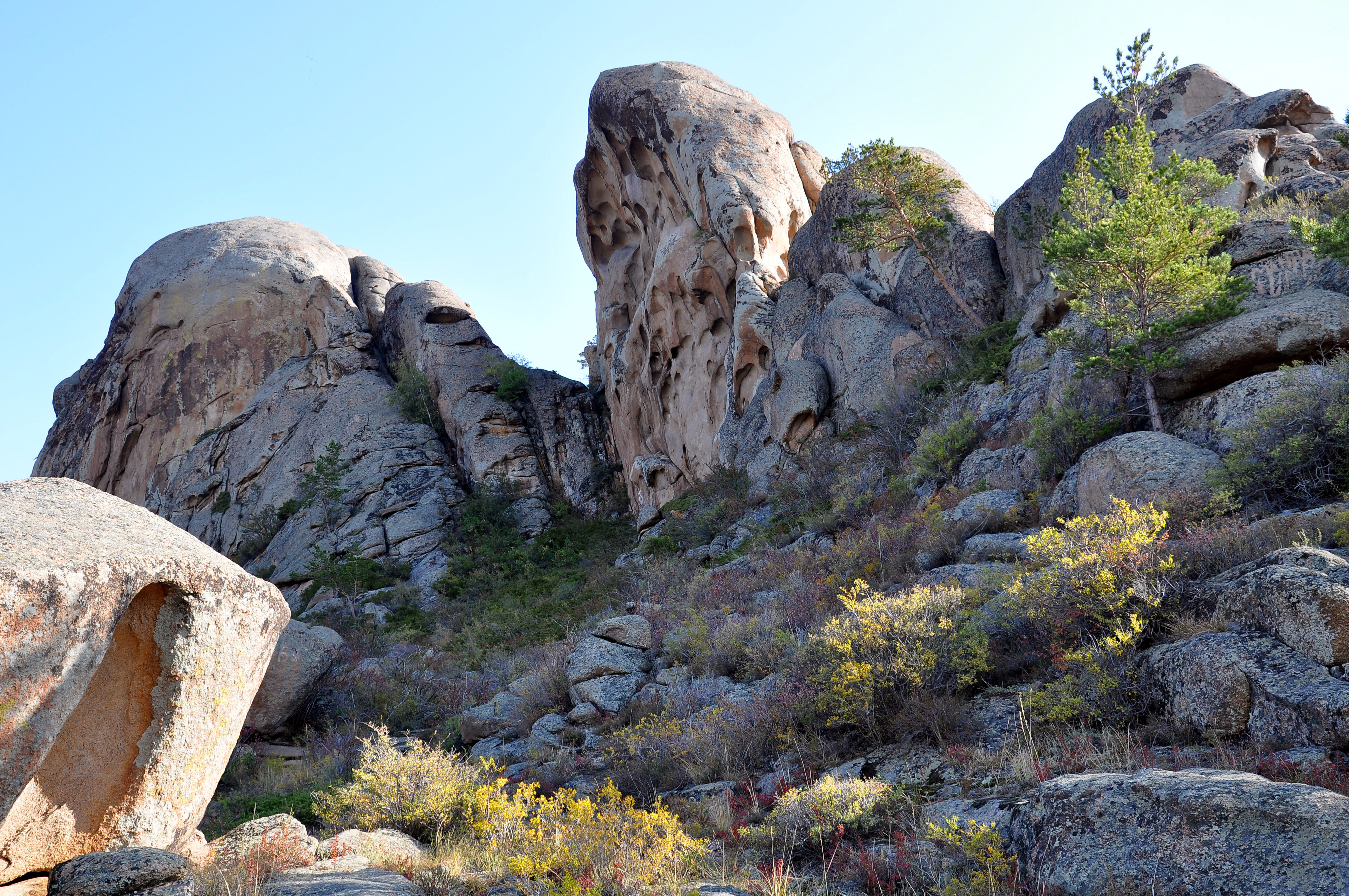

### Aulietas
Aulietas — це місце в горах Кент з унікальними гранітними скелями. Утворення є результатом процесу вивітрювання протягом багатьох років. Це місце є святим для місцевих жителів.

### Природний заповідник Белдеутас
Природний заповідник Белдеутас межує з національним природним парком Каркарали. Його мета — забезпечити збереження біологічного різноманіття рослин і тварин. У Белдеутасі зустрічаються такі рідкісні види тварин, як архар, беркут, балобан, чорний лелека, філін, кіт Палласа. Усі вони занесені в Червону книгу Казахстану. Белдеутас має найбільшу кількість архарів у цьому районі.

## Флора і фауна

### Тваринний світ

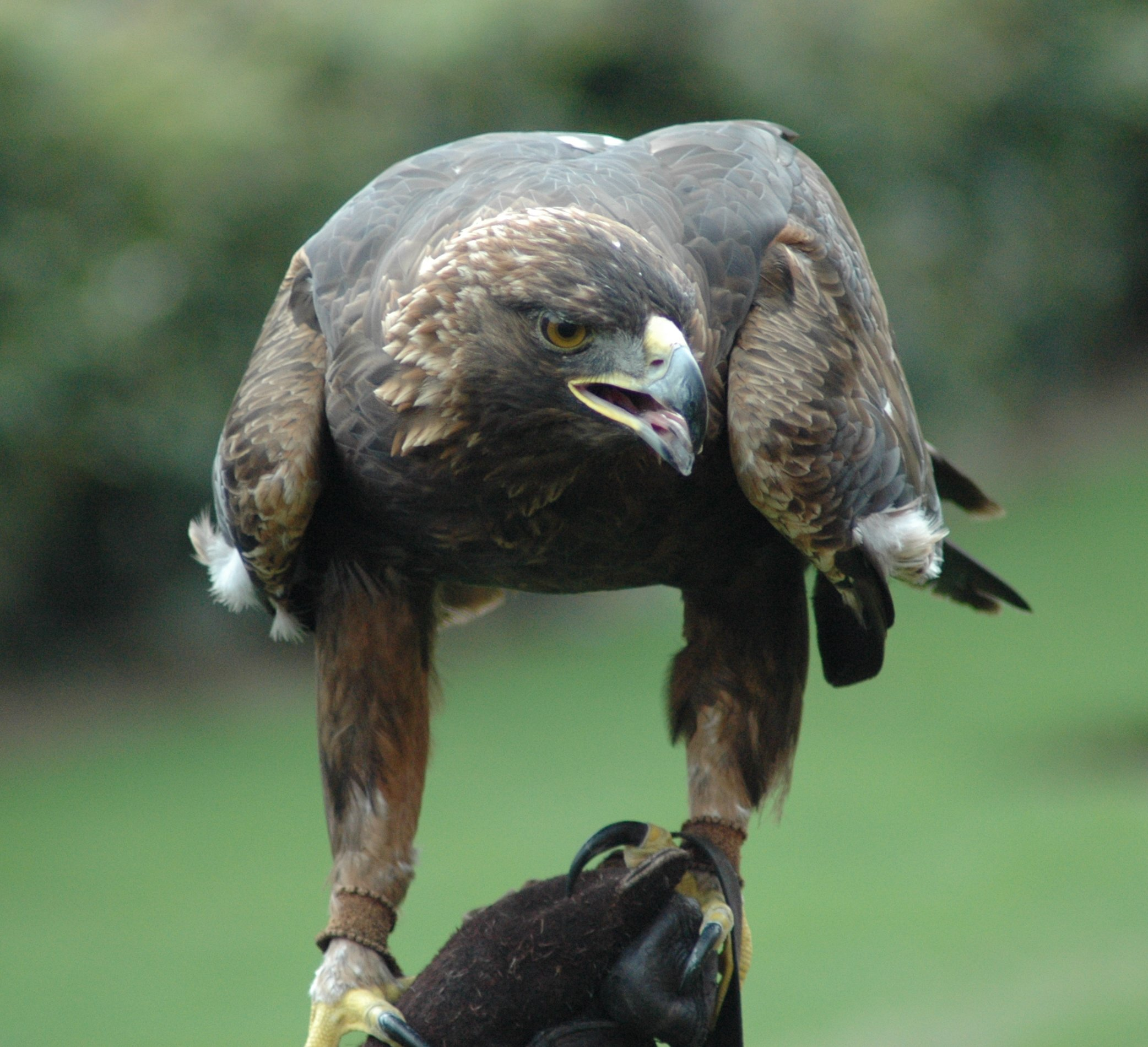
Золотий орел

#### Птахи
У парку мешкає 122 види птахів. 11 із цих видів занесені до Червоної книги Казахстану. Це беркут,могильник східний, степовий орел, орел-карлик, балабан, філін, пелікан кучерявий, лелека чорний, лебідь-кликун, гуска китайська та рябчик Палласа.
Із них орел-могильник, балабан і пелікан охороняються міжнародним Червоним списком МСОП. У парку також є пустельга, яка охороняється на міжнародному рівні відповідно до МСОП.

#### Ссавці

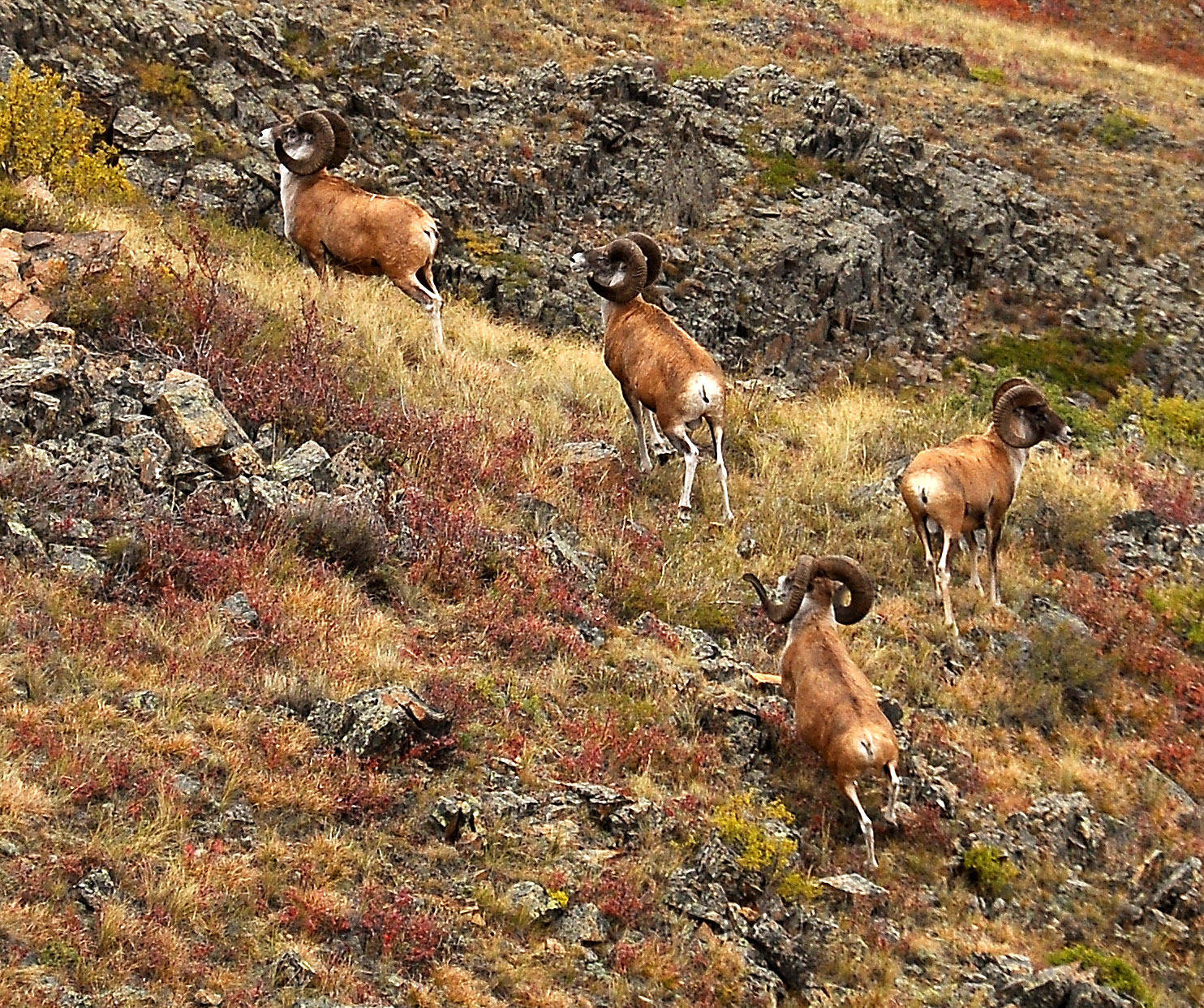
Архар

У парку налічується 45 видів ссавців, серед яких вовки, лисиці, борсуки, вепри, благородний олень, сибірська сарна, лось, архар, рись, різні кажани та інші.
Архари національного парку є одним із шести підвидів архарів, що живуть у Казахстані.[джерело?] У національному природному парку Каркарали найбільша кількість архарів мешкає в горах Кент і в сусідньому природному заповіднику Белдеутас.[джерело?] Архари охороняються Червоною книгою Казахстану.

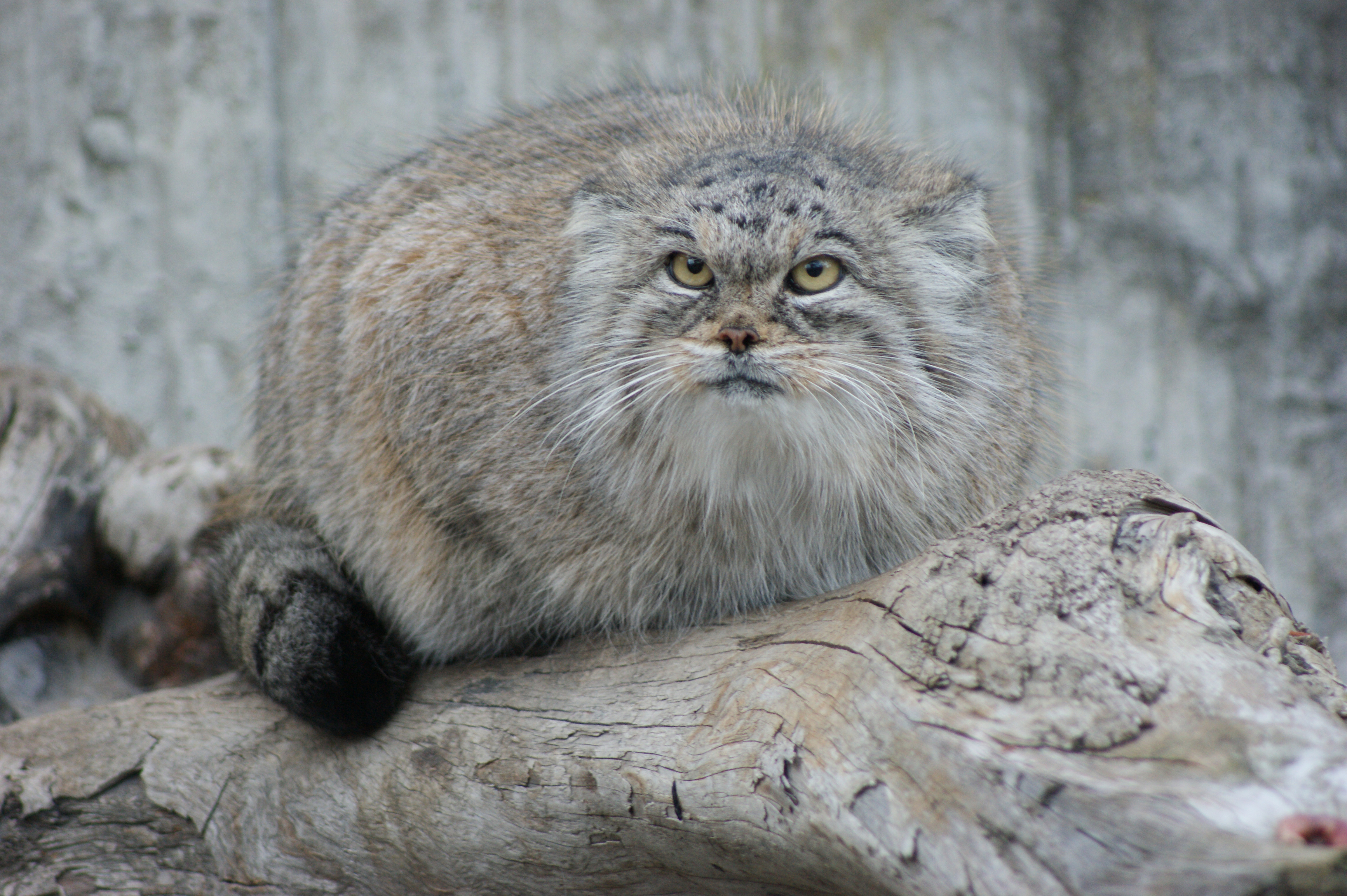
Кіт Палласа

Кіт Палласа розміром із домашню кішку, але відрізняється від звичайної кішки тим, що має щільне тіло з короткими товстими лапами і дуже густою шерстю. Його очі жовті, і, на відміну від домашньої кішки, його зіниці залишаються круглими, дивлячись на яскраве світло. Цей вид дуже рідкісний. Популяція продовжує скорочуватися, і вони перебувають на межі вимирання. Точна кількість цього виду невідома через його обережну поведінку та широкий ареал.

#### Рептилії та амфібії
У парку мешкають шість видів рептилій і два види земноводних, у тому числі чотири види змій. Дві з них отруйні: гадюка лучна і гадюка сибірська. 

### Флора
За оцінками, парк містить близько 800 видів флори і є домівкою для 80 % усієї флори центрального Казахстану. Із приблизно 800 видів, які існують у парку, 244 занесені до Червоної книги Казахстану, включаючи киргизьку березу (Betula kirghisorum SAV. -RYCZG), сфагнум гладкий (Sphagnum teres (Schimp.) Angstr.), мак тонкий (Papaver tenellum), горицвіт весняний (Adonis vernalis L.), барбарис каркаралийський (Berberis karkaralensis Kornilova et Potapov).

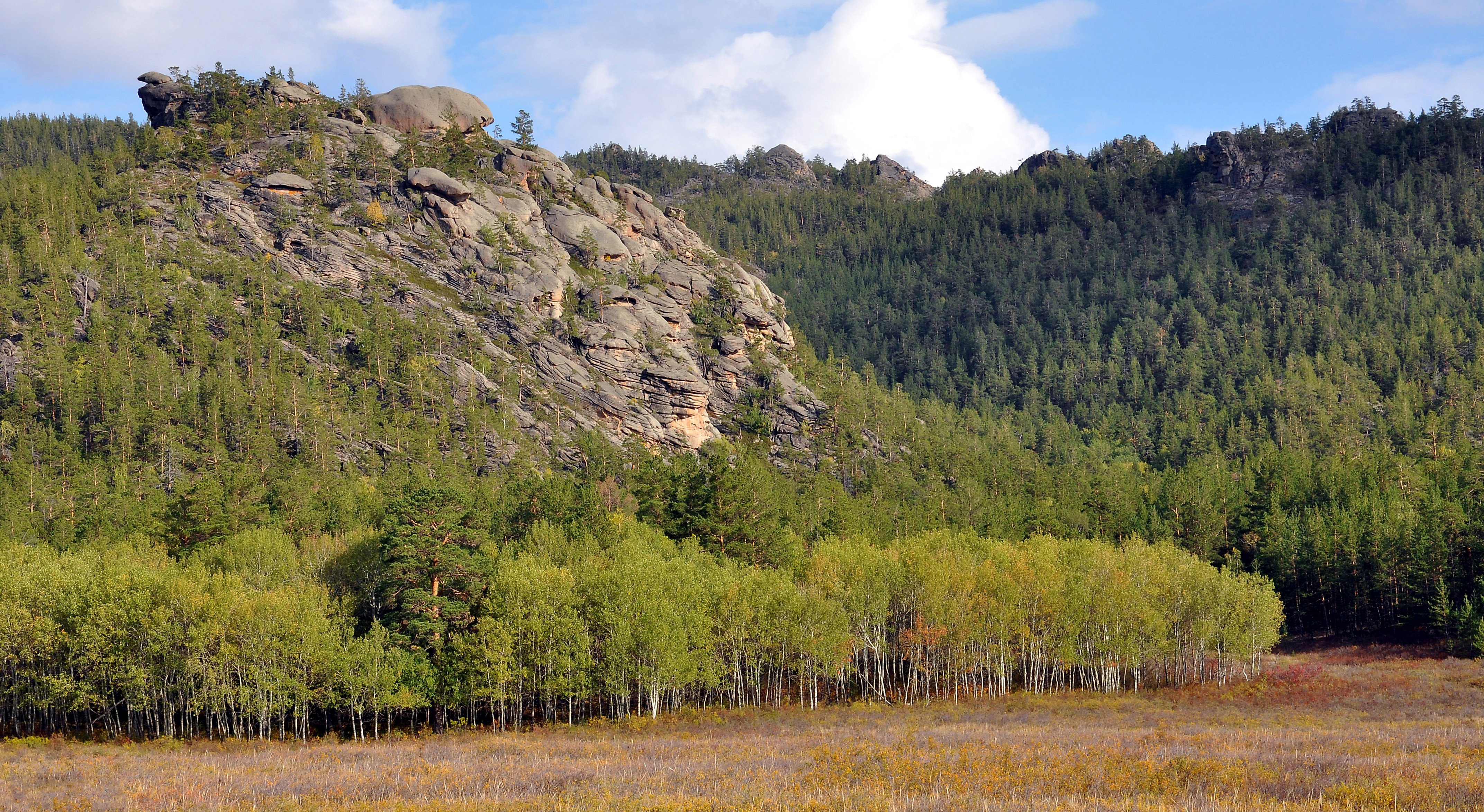
Ліс у горах Кент

Ліси в межах парку становлять сосни, берези, осики, верби. 71,3 % лісистої території парку становлять сосни. 10 % площі лісу, осиковий — 2 %. У підліску парку представлені ялівець козацький, жимолость татарська та інші рослини. Чагарники займають 34 % загальної площі парку. Налічується 87 видів лікарських, олійних та алкалоїдних рослин. 
Через посуху і сильний вітер у 1997—1998 роках від лісових пожеж вигоріло 2525 гектарів лісу Каркарали.[джерело?] Парк дуже багато працював над висадкою нових дерев і відновленням лісу до первісного стану.[джерело?] Розплідник у горах Кент надав саджанці для проекту відновлення рослинності.[джерело?] Було впроваджено протипожежні норми, і наступного року 18 окремих пожеж знищили 164 гектари.[джерело?] У 2003 році вигоріло 84 га.[джерело?]

## Клімат

### Весна
Весна в Каркарали починається в середині березня і триває до кінця травня. За цей короткий період температура повітря піднімається в середньому до 15 С. Сніговий покрив на відкритих місцях починає швидко танути, але в тінистих каньйонах сніг може протриматися до кінця травня. Під час танення снігу з'являються численні струмки і невеликі водоспади, а також висохлі русла річок заповнюються талою водою. Навколишня природа теж починає прокидатися: прилітають птахи і звірі. Починають прибувати первоцвіти, тюльпани та інші квіти. У травні дерева вкриваються молодим листям і в лісі стає ще більше птахів. Серед весняних місяців травень є найбільш приємним.
ReactJA

### Літо
У Каркарали літо починається на початку червня. Загальна середня температура повітря за літні місяці становить 18 С, а вдень повітря прогрівається в середньому до 25 С (у спекотні дні до 37 С). Найспекотніший місяць року — липень. Опади влітку зазвичай бувають у вигляді злив і гроз. Початок літа характеризується рясним цвітінням рослин. У середині літа починають дозрівати ягоди (суниця, кісточкова ягода, малина, суниця, смородина), у великій кількості з'являються їстівні гриби. Літні місяці вважаються найбільш комфортним часом року для відвідування Каркарали.

### Осінь
Осінь — найяскравіша та найбарвистіша пора року в національному парку. Він починається в середині вересня і триває до середини листопада. Погода особливо гарна у вересні, коли температура починає падати. У жовтні можливі заморозки і збільшується кількість похмурих днів, можливий дощ. У першій половині жовтня середньодобова температура опускається нижче 10 С. До кінця жовтня всі перелітні птахи відлітають на південь. Ліси в парку насичені барвами. У цю пору року можна знайти багато грибів. Пізньої осені більшість диких тварин змінюють колір шерсті та готуються до зими. В осінні місяці найбільш комфортними є вересень і початок жовтня.

### Зима
Зима в Каркарали холодна і сніжна. Від'ємні температури реєструються з листопада по березень, а стійка холодна погода триває в середньому 135 днів. У цей період денна температура зазвичай не піднімається вище 0 °C, а ночі зазвичай дуже холодні. У січні–лютому температура знижується в середньому до –20–30 С. В аномально холодні роки температура може опускатися до –49 С. Сніговий покрив сягає висоти 50–60 см, а в заметах до 1 метра або більше. Взимку місцеві жителі та туристи насолоджуються біговими лижами по дорогах та в лісах.